# 布鲁图斯胸像

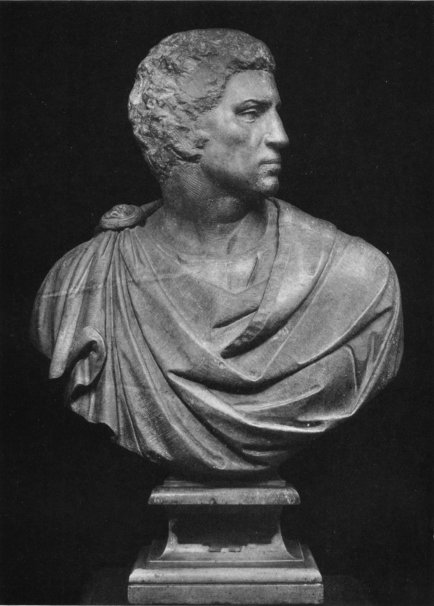

布鲁图斯胸像是米开朗琪罗在1538年创作的大理石雕塑作品，高74厘米，目前藏于佛罗伦萨巴杰罗美术馆。据说，该作品是为了纪念马尔库斯·尤利乌斯·布鲁图斯刺杀凯撒之举。